# Олексій Олексійович
Олексій Олексійович (5 (15) лютого 1654 — 17 (27) січня 1670; церк.-слов. Алеѯі́й Алеѯіевичъ) — московський цар у 1656—1670 роках, співправитель батька Олексія Михайловича. Другий син його першої дружини Марії Милославської (після померлого в дитинстві Дмитра), спадкоємець російського царського престолу.

## Біографія
Отримав те ж ім'я Олексій, що і його батько, однак їх тезоіменні святі були різні.
Серед вчителів царевича був Симеон Полоцький, який викладав Олексію латину та польську мову; царевич вивчав також слов'янську граматику, арифметику і філософію. Для нього з-за кордону виписувалися книги і т. з. «дитячі потіхи» (розвиваючі іграшки). Відрізнявся, за відгуками сучасників, великими здібностями до навчання, доброю пам'яттю і допитливістю.
На час відсутності царя в столиці (в тому числі перебування в діючій армії) вважався тимчасовим правителем Російської держави; в цей період офіційні грамоти видавалися від його імені.
Вважався кандидатом на польський престол; планувався його шлюб з племінницею короля Яна II Казимира, переговори про це велися через боярина Артамона Матвєєва. Олексій Олексійович також особисто виступив перед польськими послами, які відзначили його добре володіння латиною та польською.

### Співправитель батька

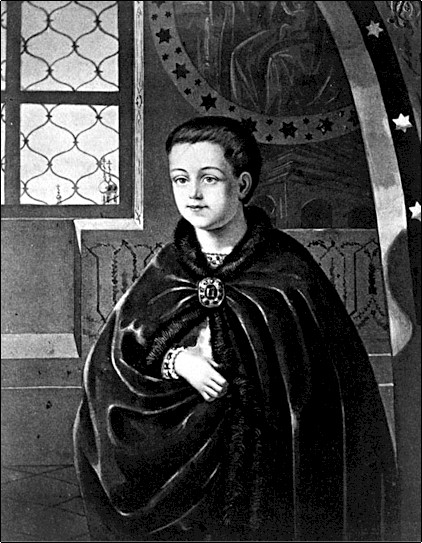
Царевич Олексій Олексійович. Невідомий художник, XVII століття

31 серпня (10 вересня) 1656 року з'явилася царська «грамота», яка повідомляла посадових осіб, що відтепер царськородний син повинен згадуватися в усіх офіційних паперах як «Великий Государ, Царевич і Великий князь Олексій Олексійович». На той час «Великому Государю» ще не виповнилося і трьох років. 1667 року урочисто і офіційно Олексій Олексійович був представлений народу як майбутній государ. У зв'язку з цим у царській грамоті йшлося про наступне:
|  | «По милости всемогущего в Троице Славимого Бога, изволили Мы, Великий Государь, нашего Царского Величества сына благоверного Царевича и Великого князя Алексея Алексеевича объявить в народ, и для той Нашей Государевой и всемирной радости, пожаловали Мы, Великий Государь, бояр и окольничих, и думных людей, и дворян московских, и жильцов, и дворян и детей боярских городовых, велели к прежним окладам чинить придачи по указанным статьям». |

### Смерть і поховання
За офіційною версією, помер раптово, трохи не доживши до шістнадцяти років. У царському повідомленні говорилося: «У нинішньому 1670 році, січня 17 числа, в 7-й годині дня, в другій чверті години, у понеділок, волею всесильного Господа Бога, Великого Государя, Царя і Великого Князя Олексія Михайловича, всієї Великої і Малої і Білої Русі самодержця, благоквітучу літаросль, син Його Государів, Благовірний Государ, Царевич і Великий Князь Олексій Олексійович всієї Великої і Малої і Білої Русі, від житія свого отиде, і переселився в вічне блаженство Небесного Царства, від народження свого в 16 літо».
Похований в Архангельському соборі патріархом московським Іоакимом та присутніми у Москві східними патріархами.
Після смерті Олексія спадкоємцем престолу став наступний за старшинством брат, Федір Олексійович.
|  | «Лета 7178 генваря в 17 день на пам'ять преподобного і богоноснаго батька нашого Антонія Великого в понеділок о шостій годині того дні преставився раб божий благовернаго великого государя великого князя Олексія Михайловича всієї Великої і Малої і Білої Русі самодержця і благоверния государині цариці і великої княгині Марії Іллівни син благовірний государ царевич і великий князь Олексій Олексійович всієї Великої і Малої і Білої Росії і похований на цьому місці генваря у 18-й день». Напис на надгробку. |

### Альтернативна версія
Низка дослідників не сприймає версію щодо смерті царевича від хвороби ще за часів його батька Олексія Михайловича. Зокрема, О.Кас припускає, що Олексій Олексійович швидше за все, загинув не раніше 1681—82 рр. і відігравав значну роль у козацькому повстанні під проводом отамана Степана Разіна. Ім'я царевича стало гаслом повстанців, які оголосили, що царевич не помер, а втік до них від підступних бояр-зрадників. Йдеться про звільнення з Соловецького монастиря, буцімто царевича Олексія, якого прихильники Разіна називали «Нечай» (рос. «нежданный») і використовували це слово у якості бойового кличу. Втім про справжнє походження Нечая наразі нічого не відомо, тому дехто з істориків схиляється до думки, що той був самозванцем.